# Ara de Buffon
Ara ambiguus
Espèce
Répartition géographique
Statut de conservation UICN

 CR A4abcd : 
En danger critique
Statut CITES
L'Ara de Buffon (Ara ambiguus), également appelé Grand Ara vert, est une espèce d'ara, de la famille des Psittacidae.

## Nomenclature
Le nom de cet oiseau commémore le naturaliste français Georges-Louis Leclerc de Buffon (1707 - 1788).

## Description

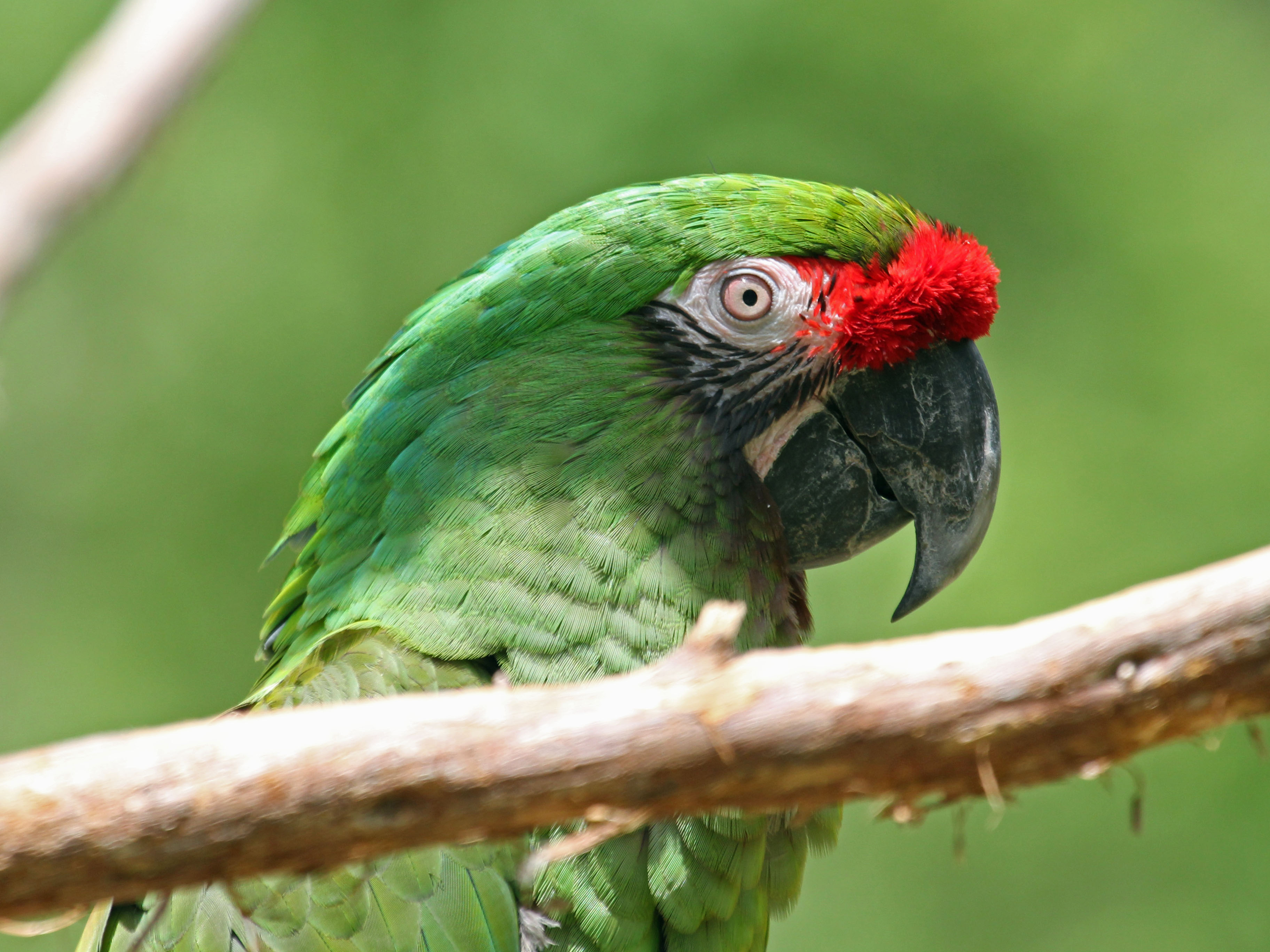

L’adulte est très semblable à l’Ara militaire qui est plus petit. L'Ara de Buffon mesure environ 90 cm de longueur et 1.2 m d'envergure[source insuffisante]. Il pèse jusqu'à 1,4 kg. Cet ara a un plumage vert, légèrement plus clair que celui de l’Ara militaire, les parties supérieures sont vert jaunâtre, y compris la calotte et les couvertures sus-alaires alors que le croupion et les couvertures sus-caudales sont bleues. Sa longue queue est rouge orangé avec les extrémités bleues. Le dessus des ailes présente des couvertures vertes, alors que les rémiges sont vert-olive. La tête est vert jaunâtre avec le front rouge, la face a la peau nue blanc rosâtre avec de fines lignes de plumes noirâtres et rougeâtres, ses yeux sont jaune. Le grand bec robuste est noir, plus clair vers l’extrémité. Les pattes et les doigts sont gris foncé. Les deux sexes sont semblables, mais les jeunes ont un plumage légèrement plus vert olive.

## Sous-espèces
Il existe deux sous-espèces de Ara de Buffon : 
- Ara ambigua ambigua vit à l’est du Honduras et du Nicaragua, jusqu’au Costa Rica et au Panama, et au nord-est de la Colombie ;
- Ara ambigua guayaquilensis vit à l’ouest de l’Équateur.

## Habitat
L’ara de Buffon vit principalement dans les forêts tropicales d'Amérique Centrale. Sa répartition s'étend du Honduras au nord j'usqu'à l'équateur au sud. Il se retrouve dans les basses terres humides longeant l'océan atlantique, mais il peut être aperçu dans certaines zones plus découvertes pour se nourrir. Il est visible jusqu’à 1 000 mètres d’altitude.

## Longévité
Les Aras de Buffon peuvent vivre jusqu'à 60 à 70 ans.

## Comportement
L’ara de Buffon émet des cris rauques sonores, et des grognements, il reste très bruyant même en vol. Il effectue quelques mouvements saisonniers vers les côtes pour se nourrir de Dipteryx panamensis mais se déplace aussi vers l’intérieur des terres pour se reproduire. Cette espèce arboricole se déplace souvent dans la canopée des grands arbres. Elle est capable de voler sur de longues distances et à des hauteurs considérables d'un vol rapide et direct qu’elle effectue avec des battements fermes et peu profonds.

## Alimentation
L’ara de Buffon se nourrit principalement de graines et de fruits. Il adore les fruits de l’amandier Dipteryx panamensis mais aussi des noix. Grâce à son grand bec puissant, il est capable de casser la coquille dure des noix afin de récupérer la partie tendre à l’intérieur. Cette nourriture est importante pour l’espèce au moment de la saison de reproduction. En général, cet oiseau se déplace et se nourrit en couples ou en petits groupes de six à quinze oiseaux.

## Reproduction
La saison de reproduction a lieu généralement de décembre à avril, mais elle peut varier suivant le lieu géographique. L’ara de Buffon nidifie dans des cavités, habituellement un trou dans un arbre, souvent dans un amandier. La femelle pond 2 à 3 œufs blancs qu'elle couvera durant environ 1 mois. Les jeunes seront ensuite nourris par les deux adultes et quitteront le nid à l'âge de 3 mois.

## Statut à l'état naturel
L’ara de Buffon est une espèce menacée et classée comme étant en Danger d’Extinction dans son état naturel. Son déclin est dû à la perte de l’habitat à cause des excès de déforestation, mais aussi aux captures illégales pour le commerce d'animaux de compagnie. Cette espèce dépend d’un habitat forestier intact. Aujourd’hui la plupart des habitats restants sont protégés par des Réserves Naturelles et des programmes de conservation. D'après la liste rouge de l'UICN, il reste entre 500 et 1 000 individus matures.